# Ауде керк (Амстердам)
Ауде керк (нидерл. Oude Kerk — Старая церковь) — готическая церковь в центре Амстердама («район красных фонарей»), старейшее из сохранившихся сооружений города.
Старая церковь в центре Амстердама построена в XIV веке на месте деревянной капеллы, подвергалась многочисленным перестройкам и в XVI веке приобрела элементы Ренессанса. В 1556 году средневековые интерьеры церкви пали жертвой кальвинистов-иконоборцев, поэтому современное внутреннее убранство церкви лишено украшений.
В церкви длительное время работал органистом крупнейший нидерландский композитор позднего Возрождения и раннего барокко Ян Питерсзон Свелинк, позже в эпоху барокко — композитор Сибранд ван Ноорд (Младший). Серию картин, изображающих интерьер церкви, выполнил в середине XVII века художник Корнелис де Ман.
В крипте покоятся многие государственные деятели «золотого века» (такие, как Андрис де Графф) и жена Рембрандта по имени Саския.